# Mark Strand
Mark Strand (Summerside, 11 aprile 1934 – New York, 29 novembre 2014) è stato un poeta e critico letterario canadese naturalizzato statunitense.

## Biografia
Nato in una famiglia ebrea a Summerside nel 1934, Mark Strand trascorse la gran parte della sua vita negli Stati Uniti. Dopo aver ottenuto la laurea triennale all'Antioch College proseguì gli studi studiando pittura sotto la supervisione di Josef Albers a Yale. Successivamente conseguì la laurea magistrale all'Università dell'Iowa nel 1962.
Tra il 1964 e il 2014 pubblicò oltre una ventina di raccolta di poesie, una dozzina di saggi e cinque volumi di traduzioni dal portoghese, lo spagnolo e l'italiano (pubblicando, tra gli altri, una traduzione inglese del IV canto dell'Inferno). All'attività poetica, Strand affiancò quella accademica e per oltre cinquant'anni insegno in prestigiosi atenei statunitensi, tra cui l'Università Columbia, l'Università di Chicago e l'Università di Princeton, oltre ad essere visiting professor a Yale ed Harvard; inoltre insegnò anche all'Università dell'Iowa e Università federale di Rio de Janeiro. Nel 1982 fu elettro membro dell'American Academy of Arts and Letters, mentre nel 1990 fu il poeta laureato degli Stati Uniti. Nel 1993 vinse il Premio Bollingen per la poesia, mentre nel 1999 vinse il Premio Pulitzer per la poesia per la raccolta Blizzard of One.